# Катри Липсон
Катри Липсон (на фински: Katri Lipson) е финландска лекарка и писателка на произведения в жанра социална драма.

## Биография и творчество
Катри Липсон е родена през 1965 г. в Хелзинки, Финландия. Следва медицина в Медицинския факултет на университета в Упсала в Швеция, където се дипломира през 1993 г. След дипломирането си работи като лекар в Швеция, Африка и Финландия. Заедно с работата си пише приказки, разкази, поеми, пиеси и романи.
Първият ѝ роман „Космонавт“ е издаден през 2008 г. Действието му се развива в Мурманск през 1980 г. и историята проследява съдбата на двама младежи – Серьожа и Саша. Серьожа е затворен, влюбен е в своята учителка по музика и мечтае да стане космонавт и да види страната отвисоко, а Саша е негова противоположност, той не уважава никого и нищо, възползва се както от хората, така и от системата. Но дори в замръзналото съветско общество могат да настъпят промени. Романът е номиниран за наградата „Финландия“ и печели наградата за дебют „Хелсингин Саномат“.
През 2012 г. е издаден романът ѝ „Продавачът на сладолед“. На фона на Чехословакия през 40-те и 50-те години на ХХ век, героинята Естер трябва да тръгне с непознатия Томаш като негова съпруга, в търсене на безопасно място в провинцията. Тяхната история снима режисьор, който решава да имитира реалния живот, създавайки филм без сценарий, в който актьорите научават историята и своите роли в движение, по време на снимането. Установявайки се предимно в град Оломоуц героите започват свой собствен живот, а с течение на времето в историята навлизат нови герои, и се смесват измислени и действителни преживявания. Писателката споделя, че историята е вдъхновена и от впечатление от детството ѝ – при преминаване с кола с родителите си през Полша и Чехия през 70-те години, на границата баща ѝ започва разговор с чешки митничар за хокей на лед, а тя разбрала, че това е обикновен човек, който си има своите страсти и емоции. Книгата получава наградата за литература на Европейския съюз за 2013 г.
Следват романите ѝ „Детройт“ (2016) и „Най-тъжната игра“ (2019).
Катри Липсон живее със семейството си във Вантаа.

## Произведения
Самостоятелни романи
- Kosmonautti (2008)[1]
- Jäätelökauppias (2012)
Продавачът на сладолед, изд.: ИК „Персей“, София (2015), прев. Росица Цветанова
- Detroit (2016)
- Kaikkein haikein leikki (2019)